# Городище (станція)
Городи́ще — проміжна залізнична станція 4-го класу Шевченківської дирекції Одеської залізниці на електрифікованій лінії Миронівка — Цвіткове між станціями Корсунь (23 км) та Хлистунівка (9 км), на 163-му кілометрі лінії Фастів I — Знам'янка. Розташована в місті Городище Черкаського району Черкаської області. Відстань до станції Київ-Пасажирський через Фастів I — 219 км, через Київ-Деміївський — 170 км.

## Історія
Станція відкрита у 1876 році під первинною назвою — Воронцово-Городище, в ході будівництва залізничної лінії Фастів I — Миронівка — Знам'янка. Сучасна назва  — з 1944 року.
У 1964 році станція  електрифікована змінним струмом (~25 кВ) в складі дільниці Миронівка — Імені Тараса Шевченка.

## Колійний розвиток
Колійний розвиток станції складається з 5 колій, з яких три — основні. Має дві платформи — бічну та острівну. 

## Пасажирське сполучення
На станції Городище зупиняються приміські електропоїзди до станцій Знам'янка-Пасажирська, Імені Тараса Шевченка, Миронівка, Цвіткове, Черкаси та поїзди далекого сполучення.